# Illiberis fujisana
Illiberis fujisana es una especie de mariposa de la familia Zygaenidae.
Fue descrita científicamente por Matsumura en 1927.